# El Mango, Mazapa de Madero
El Mango är en ort i Mexiko.   Den ligger i kommunen Mazapa de Madero och delstaten Chiapas, i den sydöstra delen av landet, 900 km sydost om huvudstaden Mexico City. El Mango ligger 1 732 meter över havet och antalet invånare är 105.
Terrängen runt El Mango är bergig åt nordost, men åt sydväst är den kuperad. Runt El Mango är det ganska tätbefolkat, med 179 invånare per kvadratkilometer. Närmaste större samhälle är Motozintla de Mendoza, 3,6 km väster om El Mango. I omgivningarna runt El Mango växer huvudsakligen savannskog.